# Roberto Cavalli
Roberto Cavalli, född 15 november 1940 i Florens, död 12 april 2024 i Florens, var en italiensk modeskapare.
År 1975 grundade han sitt modeföretag Roberto Cavalli.
Cavalli lanserade en kollektion i samarbete med Hennes & Mauritz i november 2007.